# Jacinto María Cervera y Cervera
Jacinto María Cervera y Cervera (Pedralba, 12 de outubro de 1827 - Maiorca, 14 de novembro de 1897) foi um clérigo valenciano, bispo de San Cristóbal de La Laguna e depois de Maiorca.

## Biografia
Cervera y Cervera foi ordenado sacerdote em 1850.
Foi nomeado bispo auxiliar de Zaragoza em 16 de dezembro de 1880, pelo Papa Leão XIII, com a sé titular de Hypsus. Recebeu a consagração episcopal em 6 de fevereiro de 1881, por Manuel Cardeal Garcia Gil, OP, Arcebispo de Saragoça; os principais co-consagradores foram Benito Sanz y Forés, Bispo de Oviedo, José María Orberá y Carrión, Bispo de Almería, e Antonio Ochoa y Arenas, Bispo de Sigüenza. Adotou como lema “Esto vir fortis et labora sicut bonus miles Christi Jesu”.
No fim do mesmo ano, em 16 de dezembro, foi escolhido bispo de San Cristóbal de La Laguna (ou Tenerife), sendo confirmado em 27 de março de 1882.
Tomou posse através do Arcipreste D. Miguel Casimiro de Lara, em 21 de junho de 1882. Entrou na diocese em 16 de julho e oficiou na Catedral de La Laguna, como terceiro bispo de Tenerife. Ele ordenou cinco sacerdotes diocesanos e, anos depois, apresentou a demissão que foi aceita em 21 de julho de 1885 e se retirou para as Ilhas Baleares.
Após sua renúncia, foi nomeado aos 10 de junho em 1886, como Bispo de Maiorca e Ibiza, onde serviu até sua morte, aos 70 anos.